# Suzuki SFV 650 Gladius

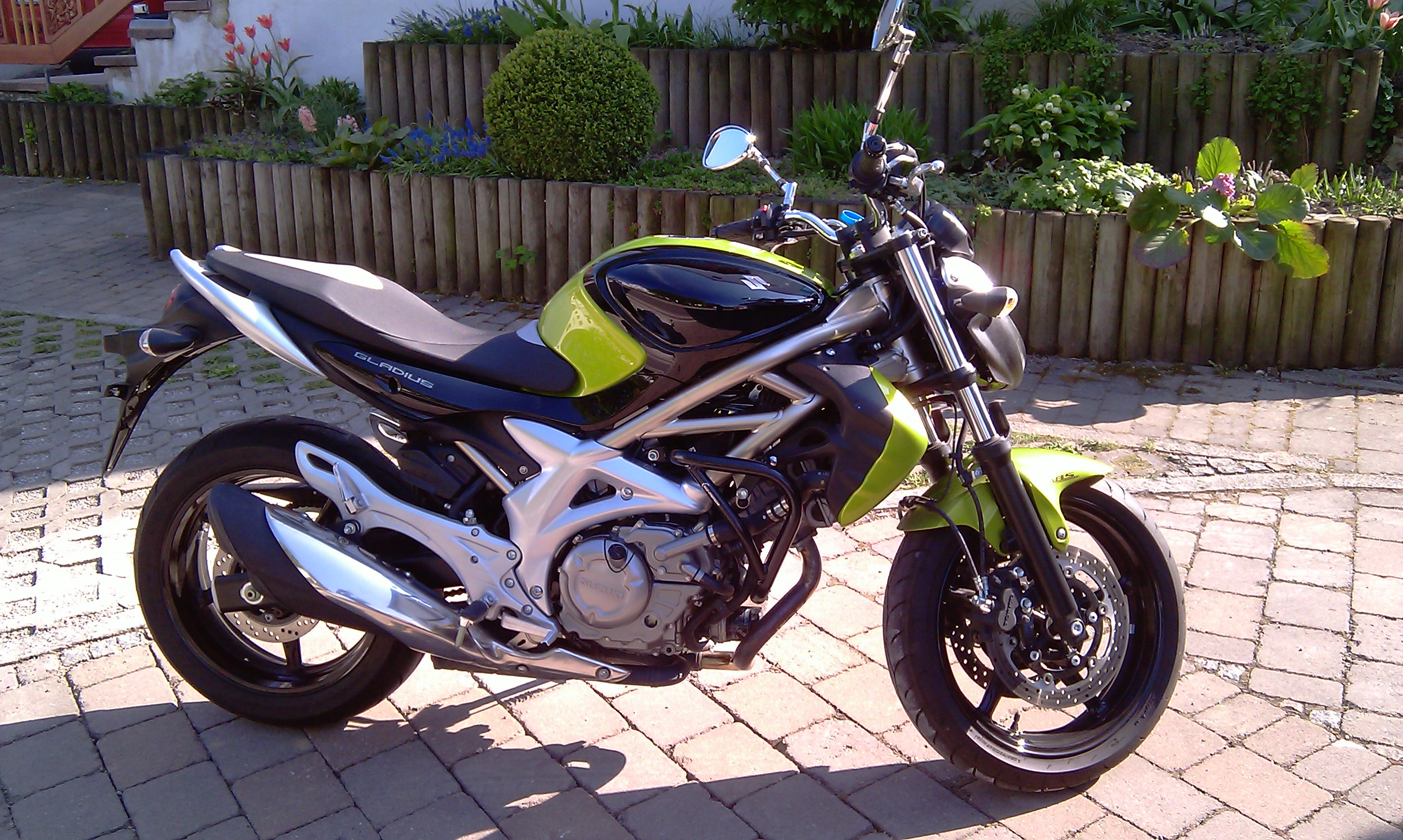
Suzuki SFV 650 Gladius

Suzuki SFV 650 Gladius je motocykl firmy Suzuki kategorie naked bike, vyráběný od roku 2009, kdy nahradil model Suzuki SV 650N – verzi bez polokapotáže.

## Popis
Suzuki SFV 650 Gladius je koncepcí stejný motocykl, jako jeho předchůdce. Osvědčený, kapalinou chlazený motor do V o objemu 650 cm³, zůstává až na pár úprav beze změny. Designově však motocykl sází na zaoblené křivky. Kosočtvercový přední reflektor dává tvář mírumilovného streetu. Pohodlné sedlo, s výše položenými řídítky, tvoří klasicky vzpřímený posez.

## Technické parametry pro Suzuki SFV 650 Gladius modelový rok 2009
- Motor: Čtyřdobý dvouválec do V úhel 90 stupňů
- Zdvihový objem: 645 cm³
- Ventilový rozvod: DOHC 4 ventily na válec
- Vrtání x zdvih: 81x62,6 mm
- Výkon při otáčkách: 53 kw (72k) při 8400/min
- Točivý moment: 64 Nm při 6400/min
- Kompresní poměr:
- Chlazení: kapalinou
- Počet rychlostí: 6
- Sekundární převod: řetěz
- Rám: ocelový příhradový
- Rozvor: 1445 mm
- Délka: 2130 mm
- Šířka: 760 mm
- Výška: 1080 mm
- Výška sedla: 785 mm
- Brzdy vpředu: 2 kotouče 290 mm 2 pístky
- Brzdy vzadu: 1 kotouč 240 mm 1 pístek
- Pneu vpředu: 120/60 ZR17
- Pneu vzadu: 160/60 ZR17
- Pohotovostní hmotnost: 202 kg
- Objem nádrže: 14,5 l
- Maximální rychlost: 200 km/h